# Lucia Graves
Lucia Graves   (Devon, 21 de juliol de 1943) és escriptora i traductora. Filla de l'escriptor Robert Graves i de la seva segona dona, Beryl Pritchard (1915–2003).

## Biografia
Va néixer el 21 de juliol de 1943 a Devon, Anglaterra. Poc després els seus pares, Beryl i en Robert Graves, varen tornar a Deià (Mallorca), on Lucia va passar la seva infància. Va créixer a Mallorca des dels tres anys, parlant anglès a casa, català amb els locals i castellà a l'escola. "Vaig entrar i sortir dels meus tres idiomes quan un entra i surt d'habitacions de diferents colors d'una casa", escriu a les seves memòries. Quan era adolescent, va assistir a l'International School of Geneva, Suïssa, i posteriorment a la universitat a Oxford.
Després de llicenciar-se en filologia hispànica a la Universitat d'Oxford. El 1967 es va casar amb el músic català Ramon Farran i es va instal·lar a Barcelona. Van tenir tres filles. El seu treball de traducció professional va començar l'any 1971 amb la novel·la del seu pare Seven Days in New Crete. i fent feina de traductora literària en tres llengües: anglès, castellà i català. Ha traduït Anaïs Nin, Katherine Mansfield, Rafael Alberti, Emilia Pardo Bazán i Carlos Ruiz Zafón, a més del seu propi pare.
A més, també ha editat Robert Graves' Complete Short Stories. També és l'autora de A Woman Unknown (Una dona desconeguda, 1999), sobre dones espanyoles representatives del franquisme i la transició. La seva primera novel·la és The memory house (La casa de la memòria), sobre l'expulsió dels jueus, i un llibre de memòries titulat Una dona desconeguda. Tots dos estaven escrits originalment en anglès, però la mateixa Graves va fer les traduccions a l'espanyol. Ella va dir "Em sembla que l'autotraducció és una experiència força estranya i una mica incòmoda; la línia entre autor i traductor es torna borrosa".
El 1991 es va traslladar a Londres on viu amb el seu segon marit. Allà ha continuat fent traduccions, sobretot a l'anglès, i també va escriure les seves memòries i novel·les.
Maria del Mar Bonet ha musicat un poema de son pare traduït per ella.

## Premis i honors
- 2012 Science Fiction & Fantasy Translation Awards, finalista, traducció de Midnight Palace de Carlos Ruiz Zafón[3]